# 如意镇
如意镇，是中华人民共和国湖南省湘潭市韶山市下辖的一个乡镇级行政单位。2015年11月16日，清溪镇、如意镇、永义乡成建制合并设立清溪镇。

## 行政区划
如意镇下辖以下地区：
如意社区、如意村、综合场村、球山村、石湖村、厚罗村、梅湖村、恒心村、杨云村、杨佳村和厚新村。